# Wolbórz
Wolbórz é um município no centro da Polônia, na voivodia de Łódź, condado de Piotrków e sede da comuna de Wolbórz. Estende-se por uma área de 15,18 km², com 2 336 habitantes, segundo os censos de 2016, com uma densidade de 154,2 hab/km².
Até 1953, a cidade era a sede da comuna de Bogusławice. Dos anos de 1273 a 1795 ela pertenceu aos bispos de Włocławek no condado de Piotrków, voivodia de Sieradz.

## Localização geográfica
A cidade está localizada na bifurcação dos rios Wolbórka e Moszczanka, pela via expressa S8 de Varsóvia para Katowice e Breslávia, entre Tomaszów Mazowiecki e Piotrków Trybunalski.
Entre 1975 e 1998, a cidade pertencia administrativamente à voivodia de Piotrków.

## História

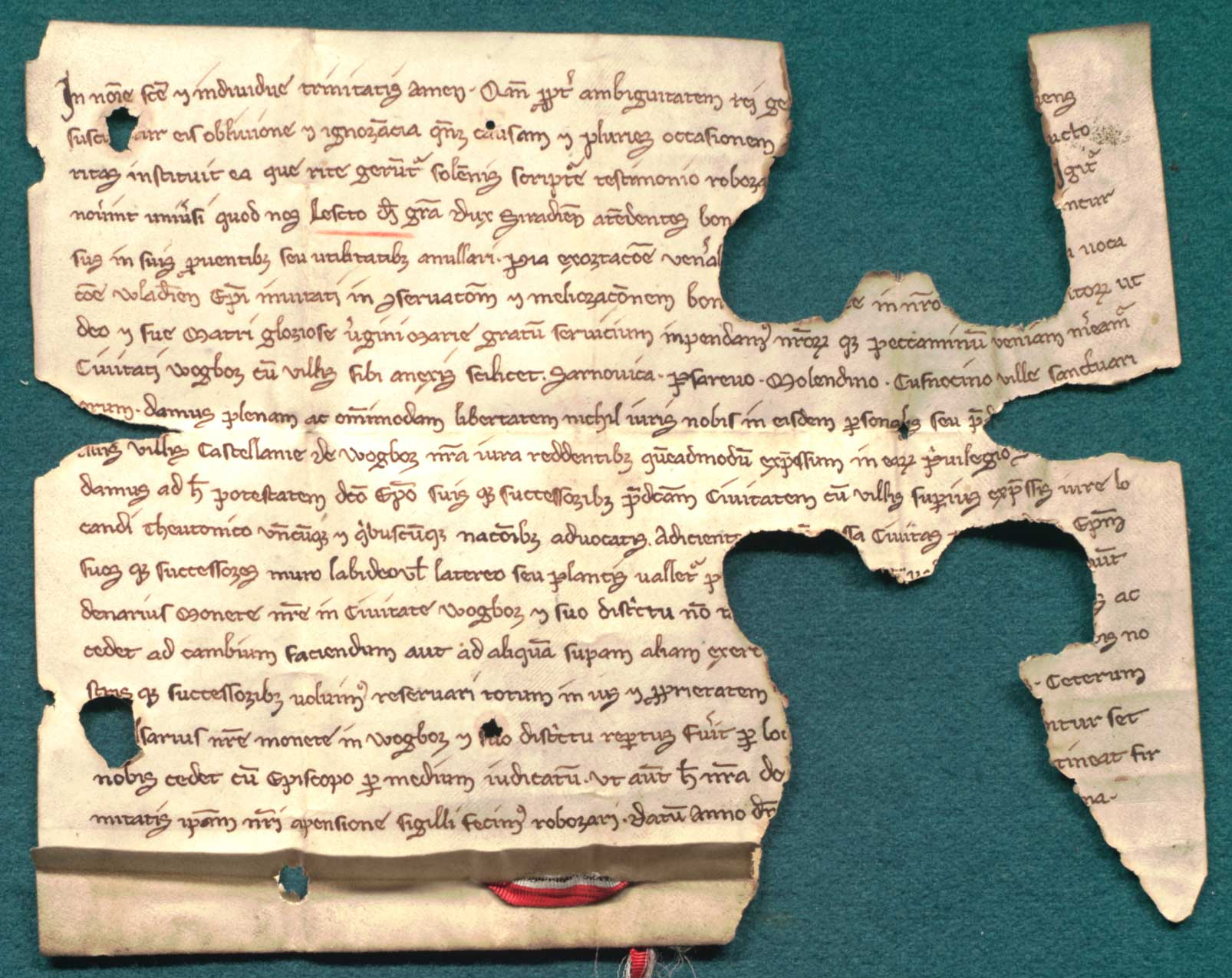
Leszek Czarny concede um privilégio de localização sob a lei alemã para a cidade de Wolbórz e para a vila em seu distrito, 1273

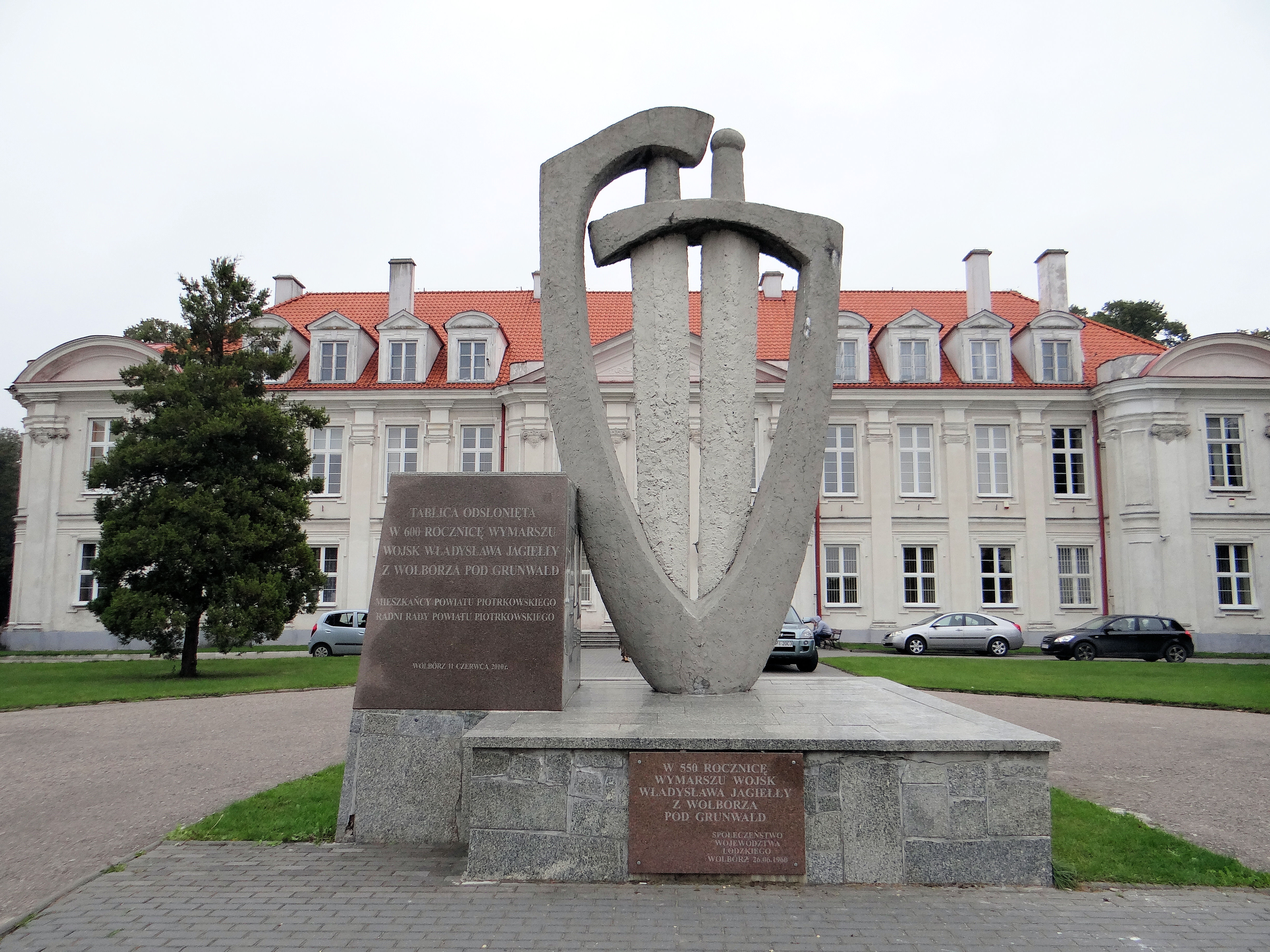
Monumento comemorativo da marcha do exército de Ladislau II Jagelão, na Batalha de Grunwald, em frente ao Palácio dos Bispos da Cujávia

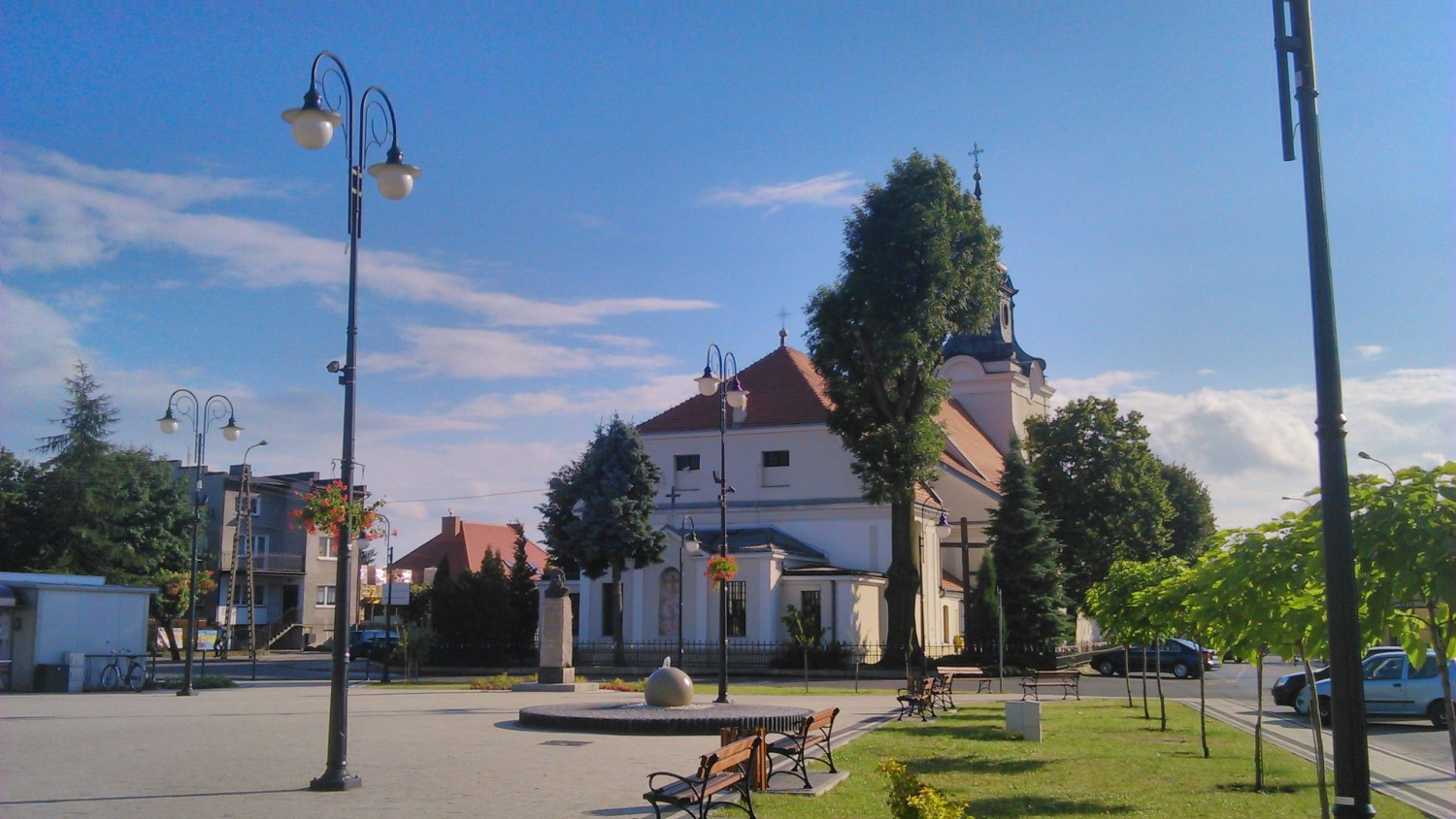
Praça Ladislau II Jagelão no centro da cidade

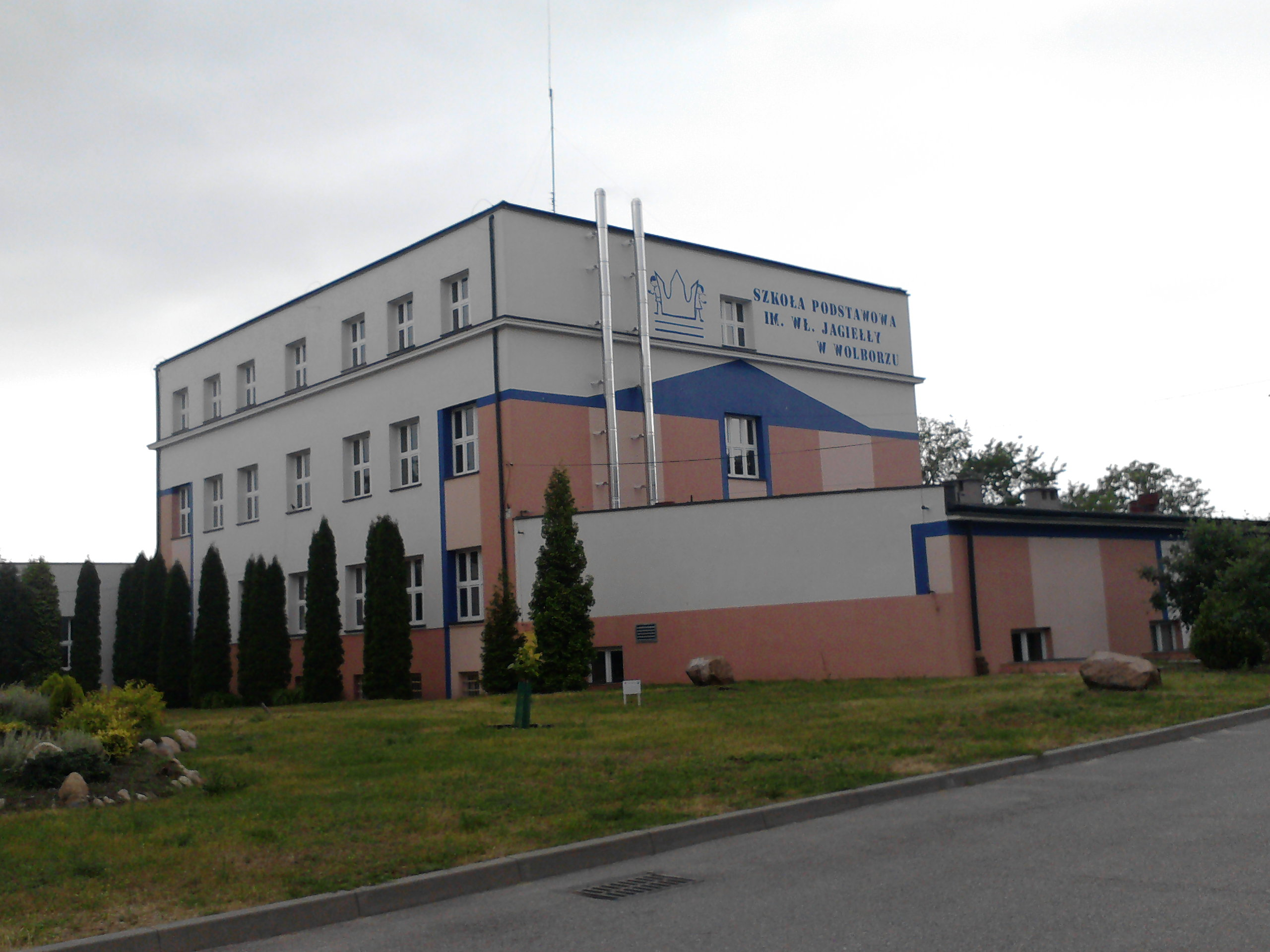
Escola primaria Ladislau II Jagelão

Os trabalhos de escavação mostram que na área do atual povoado de Wolbórz já existiu um assentamento há 4.000 anos. A primeira menção documentada de Wolbórz apareceu na Falsificação mogileana datada de 1065. Wolbórz era então o centro da região administrativa de Opole e depois foi transformada em castelania.
Wolbórz era uma vila residencial dos bispos de Włocławek. No século XIII já era um povoado significativo, o que foi confirmado pela obtenção dos direitos de cidade (sob a lei de Neumarkt) em 1273 (16 anos após Cracóvia), dado por Leszek II, o Negro.Os direitos foram confirmados em 1357 (desta vez sob a lei de Magdeburgo), e a cidade se tornou o centro da região. Ela tinha uma alfândega e suas próprias autoridades locais. Comércio, artesanato e educação desenvolvidos. Os estudantes de Wolbórz viajavam para Cracóvia para estudar na Academia ou podiam frequentar seu campus em Wolbórz. Sete professores trabalhavam lá. Ela tinha o direito de conferir diplomas em filosofia e ciências liberais.
Em 9 de setembro de 1409, Ladislau II Jagelão publicou uma proclamação dirigida ao clero, senhores seculares e príncipes cristãos de Wolbórz, apresentando 29 artigos culpando a Ordem Teutônica. A cidade também era um local de concentração para os cavaleiros da Pequena Polônia e das terras orientais da Coroa, antes da batalha de Grunwald e antes das expedições subsequentes do rei Jagelão contra os cavaleiros teutônicos.
Os séculos XV e XVI assistiram a um maior desenvolvimento de Wolbórz, principalmente em termos econômicos. A cidade possuía cerca de 100 oficinas de tecidos, inúmeras oficinas de fabricação de cerveja, outros artesanatos também se desenvolveram, 6 moinhos foram construídos. O distrito expandiu-se territorialmente por várias aldeias que receberam direitos de localização.
Em 1521, Wolbórz possuía 5 igrejas:
- Igreja paroquial de São Nicolau
- Igreja da Santa Cruz
- Igreja hospitalar de São Leonardo (o hospital existe na cidade desde 1446)
- Igrejas da Santíssima Trindade e do Espírito Santo (havia hospitais em ambas)

Mais tarde, foi construída a igreja de Santa Ana. Todos os templos, exceto a igreja paroquial, eram pequenos e de madeira - alguns documentos as chamam de capelas.
Em 1536 e 1548, a cidade foi destruída por incêndios. Sua reconstrução foi facilitada por isenções fiscais para a cidade e seus habitantes, além de doações concedidas por senhores reais (incluindo o príncipe prussiano Albrecht). Em 1538, a igreja de São Nicolau tornou-se presbitério e mais tarde (em 1544) uma igreja colegiada.
Entre 1553 e 1569, o administrador de Wolbórz foi um destacado escritor político polonês do período renascentista e secretário do rei Sigismundo I, o Velho (nos anos de 1547 a 1553) - Andrzej Frycz Modrzewski.
Após a Segunda Partição da Polônia, Wolbórz se encontrou no Reino da Prússia, onde permaneceu até 1807, quando passou para o Ducado de Varsóvia. Quando o Congresso de Viena, em 1815, decidiu criar a Polônia do Congresso, Wolbórz se viu dentro de suas fronteiras.
Em 1819, o governo czarista, para punir os habitantes de Wolbórz por seu patriotismo, retirou do templo de São Nicolau o título de igreja colegiada, que ela recuperou apenas em 2008.
Os habitantes de Wolbórz participaram ativamente da Revolta de Janeiro, cuja pena foi a perda dos direitos de cidade. A cidade foi assumida pela representação  czarista em 30 de maio de 1870, reduzindo o número de cidades na gubernia do Estado do Vístula. A punição foi retroativa a 23 de janeiro, ao mesmo tempo que colocou Wolbórz na comuna de Bogusławice.
Em setembro de 1939 ocorreram as batalhas contra as tropas nazistas conhecidas como Batalha de Piotrków Trybunalski. Durante a ocupação alemã na Segunda Guerra Mundial, os alemães assassinaram poloneses e deportaram todos os judeus locais para o gueto de Łódź.
Em 1 de janeiro de 2011, Wolbórz recuperou seus direitos municipais após 140 anos.

## Monumentos históricos

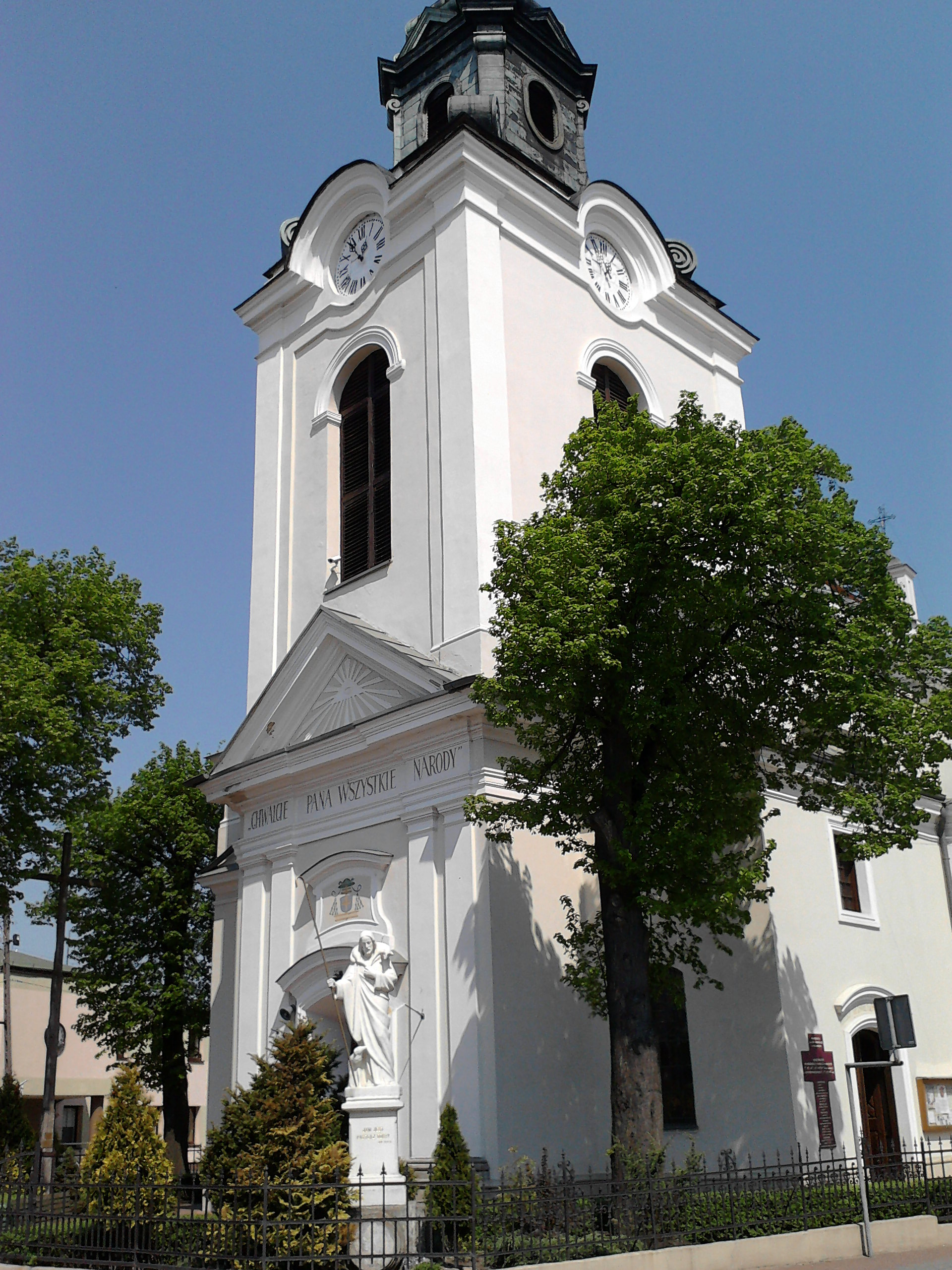
Igreja colegiada de São Nicolau

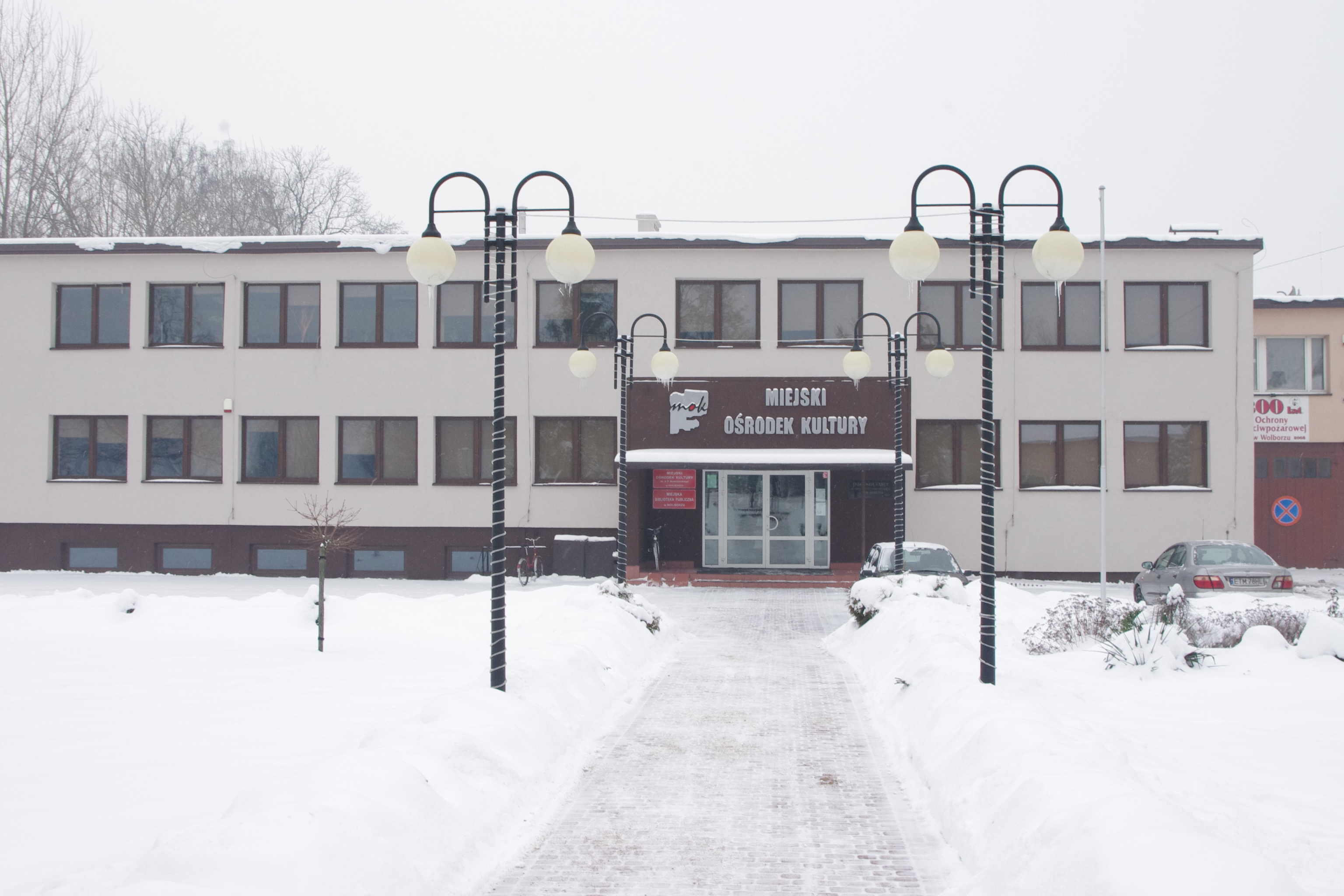
Centro Municipal da Cultura Andrzej Frycz Modrzewski

- Complexo de parque e palácio dos bispos de Cujávia
- Igreja colegiada de São Nicolau em sua forma original de madeira; sua construção foi concluída em 1148.
- Sinagoga da segunda metade do século XIX - depois da guerra, usada como casa de banhos, agora servindo como casa residencial por muitos anos, perdeu quase todas as características de estilo.
- Cemitério judeu em Wolbórz - ruínas do cemitério.
- Paróquia do cemitério (católico)
- Capela de São Roque desde 1915.
- Capela do cemitério de Santa Ana (final do século XIX).
- Casas na praça principal (século XIX).
- Ruínas de pedras do castelo de um bispo do século XIV, incendiado em 1766, atualmente cobertas pelo solo (trabalho arqueológico realizado em 1972 sob a direção de M. Gąsior) - o acesso a elas é difícil devido à sua localização (a área do antigo castelo e jardins do castelo está localizada em vários lotes de terra pertencentes a diferentes proprietários). O agora extinto castelo era a sede dos bispos da Cujávia antes de eles construírem um novo palácio que ainda existe hoje.

Interessante é o arranjo urbano histórico e raro da parte antiga de Wolbórz - na forma do chamado oval localizado na bifurcação de dois rios, Moszczanka e Wolbórka, entre os quais se localiza a parte mais antiga de Wolborz.

## Instalações do museu
- Centro Histórico e Educacional de Combate a Incêndios da Região de Łódź
- Câmara de Tradição do Complexo Escolar A. F. Modrzewski

## Esportes
- Szczerbiec Wolbórz - Associação Esportiva Szczerbiec Wolbórz fundada em 1921
- LUMKS Wolbórz - Clube Desportivo Inter-escolar de Wolbórz